# ゲームブック

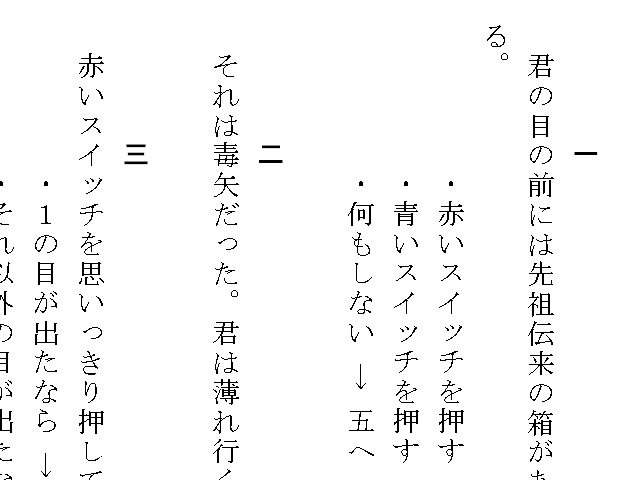
ゲームブック本文イメージ

ゲームブック (Gamebook) は、読者の選択によってストーリーの展開と結末が変わるように作られ、ゲームとして遊ばれることを目的としている本である。「アドベンチャーゲームブック」・「アドベンチャーブック」とも呼ばれる。
迷路やなぞなぞなど「遊び」の要素を含んだ書籍（主に児童書）も「ゲームブック」と呼ばれるが、本項で解説するものはこれと本質的に異なるものである。ただし、これら児童書の中でも読者によるストーリー分岐を取り入れたものは、単純ながらも本項で解説するような「ゲームブック」の要素を持ち合わせている。

## 概要
本文は数十から数百個のパラグラフ（段落）に分けられており、各パラグラフには順に番号が付いている。読者はそれらのパラグラフを頭から順番に読むのではなく、パラグラフの末尾で指定された番号のパラグラフを次に読む。パラグラフ番号の代わりにページ数をそのまま利用し、1ページを1パラグラフとして扱うゲームブックもある。いずれも次に読むべきパラグラフは1つに限らず、多くは複数の行き先が存在する。それらはプレイヤーによる任意選択ができたり、後述するランダム要素によって決められたり、以前に行った選択や判定の結果が影響して決まる。このような方法によって、多様に変化するストーリーを実現している。
多くの場合、読者は物語の主人公の立場となって困難に立ち向かい、ロールプレイングゲームやアドベンチャーゲームを本の形式で楽しめる。主人公に名前を付けられているものもあるが、二人称（「あなた」）が主人公となることも多い。複数の結末が用意されており、1つ以上のグッドエンディング（勝利）と複数のゲームオーバー・バッドエンド（敗北）がある点はコンピュータRPGやサウンドノベルなどと同じである。
また、作品によっては戦闘の勝敗などにランダム要素が取り入れられており、サイコロ等の乱数生成手段が使用される。一部の作品ではサイコロの目や数字などが各ページの隅に印刷されており、ページを適当に開けたときにそのページに印刷されている数字によって次の行動が指定され、サイコロを使わずプレイできるようになっている。

## 文体
文体は、読者に対して語りかけるようなもの（二人称体）が多くを占める。一人称の作品もあるがプレイヤーへの指示などは二人称である。

## 歴史

### 原型
ゲームブックの原型については諸説あるが、その初期の代表的な作品の1つに、バンタム・ブックスの『きみならどうする?』(Choose Your Own Adventure, 1979年–1998年) シリーズがある。このシリーズは、日本では、『タイムトンネルの冒険』『サハラさばく気球旅行』など6冊が、1980年に学研より翻訳出版された。これらの作品にはランダムな戦闘や所持品などの概念は含まれておらず、パラグラフの選択のみによって物語が進められていく、単純な形式である。
テーブルトークRPGのソロシナリオとしては、リック・ルーミスにより1976年に発表された、トンネルズ&トロールズの「Buffalo Castle」が最初の作品とされている。続いて1977年に発表された“Deathtrap Equalizer”は、日本では『デストラップ』の訳題で、1989年に社会思想社より刊行された。

### 誕生後
本格的なゲームブックの歴史は1982年にイギリスのペンギン・ブックスより発行されたスティーブ・ジャクソン、イアン・リビングストン共著『火吹山の魔法使い』（The Warlock of Firetop Mountain）で始まる。
1980年、ダンジョンズ&ドラゴンズをはじめとするテーブルトークRPGのイギリスにおける流行の担い手だったジャクソンとリビングストンは、テーブルトークRPGの入門書をペンギン・ブックスに提案した。初期の計画ではテーブルトークRPGの遊び方やファンタジー世界への導入のためのマニュアルに過ぎなかったが、作成する内にファンタジーの世界そのものを本の中に収め、1冊の本の中でTRPGを楽しめるものへと変わっていった。ひとりひとりの読者が冒険の主人公になること、パラグラフ選択という手法、サイコロによる戦闘など、ゲームブックの典型的要素はこのころに固まったとされる。そうして作られたのが『火吹山の魔法使い』である。
それ以前にも、パラグラフ選択だけでサイコロなどを用いない単純なゲームブックは存在した。また、テーブルトークRPGの1人プレイ用シナリオなどもあった。中でも先に言及された『トンネルズ＆トロールズ』のソロ・アドベンチャー群はテーブルトークRPGの自由度を紙媒体において巧みに表現した佳作と言えた。そして『火吹山の魔法使い』は、この種の書籍でゲーム性と物語性を巧みに調和させ、かつ商業的に類を見ない規模で成功を収めた嚆矢と言えるだろう。同書はベストセラーとなり数多くの国で翻訳・出版され、さらには「ファイティング・ファンタジー」シリーズや「ソーサリー」4部作へと発展した。また、いくつもの出版社がこれに追随し、「ローンウルフ」「ゴールデンドラゴンファンタジー」「グレイルクエスト（ドラゴンファンタジー）」「ブラッド・ソード」など、何種類ものシリーズが登場した。
中でも、イギリスで1983年より刊行された「ソーサリー」4部作は、全巻合計でのパラグラフ数が約2000に及ぶ超大作である。「バルサスの要塞」より発展した読者が魔法使いとなって呪文を暗記し唱えるシステムや、「今後○○のときには100を引いたパラグラフに進む」など、選択肢にないパラグラフへの移動も取り入れた最初の作品である。
しかしその後、ゲームブックというジャンルは次第に衰退していった。ゲームブックの仕組みが一見単純なせいか多くの作品が作られたが、「ソーサリー」を超える作品が出ずマンネリ化したり、あるいは熟練者を狙った新作ではシステムが複雑すぎて新規読者に受け入れられなくなったことが衰退の原因ともいわれている。また、ファンの興味がコンピュータゲームに移ったという説もある。いずれにせよ、人気を博したシリーズのほとんどが姿を消してゆき、1990年代前半にはブームが終わったことは明らかだった。元祖とも言うべき「ファイティング・ファンタジー」シリーズは発行を続けていたが、1995年に59巻を発行した後、60巻「Bloodbones」を未刊として残したまま姿を消した（社会思想社・日本語訳版は、第33巻「天空要塞アーロック」が最終巻となった）。根強いファンを持つ「ローンウルフ」シリーズが最後まで残ったが、1998年の第28巻で終了した。
2002年にイギリスのアイコン・ブックスが新ブランド「ウィザード・ブックス」を立ち上げて『火吹山の魔法使い』を復刊した。同社はその後も「ファイティング・ファンタジー」シリーズで人気の高いものを選んで復刊した。さらに、前述の「Bloodbones」や完全新作の「Eye of the Dragon」をも刊行している。また日本においても『火吹山の魔法使い』『バルサスの要塞』『ソーサリー』『ドルアーガの塔』などが復刻されたほか、『魔人竜生誕』などの（復刊ではない）完全な新作が発表されている。

### 日本

#### 1980年代（ブームの到来）
黎明期においては、1984年7月、コンピューター雑誌『マイコンBASICマガジン』において、手塚一郎により「ペーパーアドベンチャー」としてゲームブックの形式が紹介される。これは、雑誌の数ページを利用して、短いパラグラフを詰め込んだミニゲームブックというべきものだった。紙幅の制約もあり、パラグラフにはごく簡単な状況説明と選択肢だけが書かれた単純なものだったが、前例を見ないこのコーナーは人気を博し、その後、読者投稿作品も掲載された。
同年9月、朝日ソノラマより『ハローチャレンジャーブック』シリーズが刊行開始。これが日本における初のゲームブック単行本である。第1弾は高橋昌也執筆の『出発!スターへの道』（表紙カバーイラスト：平野俊弘）。
同年12月に日本語版『火吹山の魔法使い』が社会思想社より発行されて直ちにベストセラーとなり、翌1985年には『ソーサリー』4部作の日本語訳が東京創元社より創元推理文庫（レーベル名では「スーパーアドベンチャーゲームシリーズ」）として発売され、ゲームブックブームの火付け役となった。
1980年代には二見書房・富士見書房・ホビージャパンなどの出版社がそれぞれシリーズを刊行するという一大ブームになっていた。
1986年には社会思想社よりゲームブック雑誌「ウォーロック」が翻訳・創刊された。
双葉社が「ルパン三世」のシリーズの刊行を開始した。当時放送されていた「ルパン三世PARTⅢ」ではなく「ルパン三世（TV第2シリーズ）」の設定を取り入れ独自のストーリーを展開した。大ベストセラーとなり1991年まで刊行され2010年代に傑作選が配信された。
英米のシリーズが翻訳されただけではなく、日本で多くのゲームブックが書かれ、量的には翻訳作品を凌駕した。質の面でも、1984年のアーケードゲーム『ドルアーガの塔』を原作とする「ドルアーガの塔」3部作（鈴木直人・創元推理文庫 1986年 -）やパラグラフ数1000を数える大型メルヘンファンタジー「ネバーランドのリンゴ」（林友彦・創元推理文庫 1986年）なども登場した。東京創元社はゲームブックコンテストを開催し、日本のゲームブック作家の育成に大きな役割を果たしている。
このようなゲームブックの隆盛は、日本におけるテーブルトークRPGの普及に直結した。ゲームブックは複雑なルールを持つテーブルトークRPGの入門書の役割を持っていた。ゲームブック・ファンに対して、より進んだ遊戯としてテーブルトークRPGが作り手側より提示されるということが行われていたし、ゲームブックのプレイはテーブルトークRPGへの橋渡しとして有効だった。前述の「ウォーロック」誌などはテーブルトークRPG雑誌へと変わっていった。
一方、当時の日本は任天堂のファミリーコンピュータ（ファミコン）をはじめとする家庭用ゲーム機が爆発的に普及していった時期であり、そのため日本ではコンピューターゲームをベースとしたゲームブックが多数発行された。特に双葉社の「ファミコン冒険ゲームブック」はコンピューターゲームを主体とした低年齢向けのゲームブックを多数だしており、最終的に130以上のタイトルが刊行された。他にはケイブンシャから「アドベンチャーヒーローブックス」シリーズが刊行されるなど、数多くのゲームブックが発売されている。中には全て漫画で描かれた作品も存在した。ゲームメーカー自らが制作する例もありコナミからは双葉社を意識した装丁で、自社ブランドの『コナミワイワイワールド』、『メタルギア』や『魂斗羅』、『ドラゴンスクロール』などが発売されている。エニックス（現スクウェア・エニックス）からも「エニックスオリジナルゲームブック」として、同社が発売したコンピュータRPGの人気作ドラゴンクエストシリーズ（ゲームブックドラゴンクエストの項参照）などのゲームブック化作品が発行されている。
「所さんのまもるもせめるも」は所ジョージ自身が書いた。

#### 1990年代（ブームの終息）
しかし、一連のブームは1980年代末にかげり（「ドルアーガの塔・3部作」を例に挙げれば、1巻目で初版から6版（初版+5回の重版）まで3ヶ月弱で行われているが、3巻目（最終巻）では初版から1988年5月の7版（同6回の重版）まで約1年半かかっており、重版速度が確実に鈍化している）が見え始め、1990年以降急速に衰退していった。1990年にはゲームブックの新刊はほぼ出なくなり、1990年代初頭にはゲームブックブームの牽引役となっていた社会思想社・東京創元社・双葉社・勁文社も撤退し、ゲームブックのブームはほぼ完全に終焉した。ゲームブック作家としての塩田信之はブームはコンピュータゲームにおけるRPGの隆盛と反比例しているとし、「ゲーム機で手軽に冒険できるようになった時、しち面倒くさいゲームブックをわざわざやろうと考える人は少なかったということだろう」と書いている。そんな中で、エニックスはドラゴンクエストシリーズや『MOTHER2』『ファイアーエムブレム』などコンピュータゲーム作品のゲームブック化を続けたが、ドラゴンクエストシリーズは1996年の『VI』（全4巻）が最後、そして1997年の『スターオーシャン』で「エニックスオリジナルゲームブック」シリーズも終焉を迎えた。

#### 21世紀～（リバイバル期）
21世紀に入るとゲームブックの散発的なリバイバルが行われるようになる。2001年には創土社が鈴木直人の新作『チョコレートナイト』を皮切りにゲームブックを取り扱う『アドベンチャーゲームノベル』ブランドを展開。2005年には扶桑社が『火吹山の魔法使い』と『バルサスの要塞』を復刊、ホビージャパンが対戦型ゲームブックである『ロストワールド』を日本向けにアレンジした『クイーンズブレイド』シリーズを開始。ホビージャパンはまた2009年にはHJ文庫Gレーベルで「遊べるノベル」として『デストラップ・ダンジョン』といった往年の名作をライトノベル風にアレンジして復刊。2012年には株式会社フェイスがゲームブックアプリのポータルサイトiGameBookの運営を開始した。
しかしこうしたリバイバルは低調に終わる。創土社のアドベンチャーゲームノベルシリーズは2013年以降刊行を停止しており、「グレイルクエスト」シリーズは5巻の『魔獣王国の秘剣』を最後に放置された格好となっている。ホビージャパンは2016年現在においても『クイーンズブレイド』の刊行を続けているが、HJ文庫Gレーベルについては公式サイト自体が消滅している。iGameBookは2015年にサービスを終了した。

#### 2010年代（同人作家らによる文化の継承）
一方、ブームが下火になったとはいえ、同人作家達によるゲームブック制作は現在でも根強く続いている。ゲームブックそのものには潜在的なファンも多く、消滅寸前だったゲームブック文化は、ゲームブック雑誌「ウォーロック」の編集長であった杉本＝ヨハネ率いるFT書房や、おいしいたにしらによって継承され、牽引された。
2016年3月、幻想迷宮書店がAmazon Kindle版のゲームブックの配信をはじめ
、2020年においても活動を続けている。
2018年10月、幻想迷宮書店より「護国記」が発表された。紙に換算すると2934頁となる超大作。著者は、波刀風賢治。
また、小説家の津村記久子が「真夜中をさまようゲームブック」というゲームブック作品を発表するなど、意外な展開もあった。

#### 2020年代（伝説の復活と新たな船出へ）
2021年7月16日、スティーブ・ジャクソンとイアン・リビングストンの全面協力により、ボックスセット「ファイティング・ファンタジー・コレクション」が刊行され、当時のファンを大いに熱狂させた。現在第３セットまで刊行されている。著者は安田均とグループSNE、出版社はソフトバンク・クリエイティブ。
2022年2月、漫画家犬のかがやきによる「犬のかがやきのゲームブック」発表。
2023年5月1日、ダイソーがオリジナルのゲームブック「きみが決めるストーリーブック」2種類の取り扱いを開始した。『ドラゴンカリバー とりもどせ!巨人の宝物』と『ふしぎ探検キミ＆ユメ 〜消えた人形事件〜』で2冊が同時に発表された。本体価格が100円という破格さと、全国展開するダイソーの販売網によって話題となった。共に文は藤浪智之、絵は佐々木亮による。

#### 派生的な形態
本の形式ではないためゲームブックとは異なるが電話を使用したテレホンアドベンチャーと呼ばれる作品も存在する。これは決められた電話番号にかけると音声ドラマが流れ、選択肢番号の代わりに電話番号が示される形式であった。正しい選択肢を選ぶと少ない電話代で最後にまで辿り着くことができ、そこでのメッセージを送ると抽籤で賞品が当たるようになっていた。『地層階級王国』や『次元からくり漂流記』『魔界横断ドラゴンラリー』など双葉社の作品があった。
後にCDが普及すると各トラックが選択肢番号になっている作品も存在する。選択肢の代わりに指示されたトラックを選択すると音声ドラマが流れるという形式である。ゲームブック原作からは『地層階級王国』と『次元からくり漂流記』の二作品がCDゲーム化されている。
コンピュータゲームの一ジャンルであるサウンドノベル（またはビジュアルノベル）は、ゲームブックの影響を受けたものであり、画像や音楽による演出やゲームブックでは難しいマルチストーリーやエンディングを盛り込んだものとなっている。

## 読み方

### 必要な品目
ゲームブック
書籍本体。
アドベンチャーシート
プレイヤーの体力値や入手したアイテムなどを書きとめる表。コンピュータ・プログラムの変数値のように、記号や番号を振った枠が用意されており、そこにゲームを進めるごとにチェックや数値を記入して、後からその値を参照する場合もある。通常、ゲームブックの中にそのゲームブックに対応したアドベンチャーシートがつけられている。
鉛筆・消しゴム・メモ帳
アドベンチャーシートに記入するための筆記用具。書き直すことが多いので、何度でも書いた内容を消せる鉛筆が有効。書いた内容を消すために、消しゴムも必要となる。また、一部のゲームブックには、アドベンチャーシートに記載するようなものとは別の特殊なアイテムがあり、それらには例えば「プラス55」とか、「マイナス132」といった記載がついている。これは、そのアイテムを使う場面に到達した時、その数値だけ、現ナンバーより足し引きしたナンバーへの移動を指示するものである。正解であれば、文脈が繋がり、先に進めるというシステムである。これら特殊なアイテムと移動する数値は、アドベンチャーシートにフォーマットとして用意されている事が少なく（アイテムとして特殊性が高い、隠れキーアイテムのような存在の為）、体裁を選ばない、メモ帳に記入しておく必要がある。
サイコロ
作品によっては戦闘や運試しなどのときにサイコロを振り、出た目によって勝ち負けや次に進むパラグラフが決まるようなシステムが取り入れられている。「火吹き山の魔法使い」「ソーサリー」など、テーブルトークRPGをベースとしているゲームブックでは必須のアイテムだが、コンピュータのアドベンチャーゲームを再現するタイプや簡便さを重視したタイプなどのゲームブックではサイコロを利用しないものも少なくない。普通のサイコロ（6面ダイス）がもっともよく用いられるが、一部には10面ダイスを使うものもあった。
その他、サイコロに近しい形で乱数を得る方法として、ページの隅にランダムに振ったサイコロの目が印刷されており、サイコロの代わりとして利用できるゲームブックもある（類似の例として、ページ数の下一桁を用いるものも存在する）が、激しくページをめくるうちに、ドッグイアがついてしまったり、プレイヤーが故意につけてしまう問題点がある。
また、ディヴィット・タント著「スカイフォール」シリーズ全4巻（日本では富士見書房刊行）のように、サイコロの代わりにコイン・トスを用いる事例もある。
その他、鉄道移動等でも手軽に遊べるようにする為に、一切の筆記具・サイコロを用いないタイプのゲームブックも、少数ではあるが存在していた。

### 例

#### シナリオ
実際は、このようなパラグラフが数十から数百あり、読む途中でページを行ったり来たりする。
1. 君の目の前には先祖伝来の箱がある。なんとかして開けたいが開け方が分からない。箱には2つのスイッチのようなものがついている。
  - 赤いスイッチを押す→3へ
  - 青いスイッチを押す→4へ
  - 何もしない→5へ
2. それは毒矢だった。君は薄れ行く意識の中で自らの不運を呪った。 fin.
3. 赤いスイッチを思いっきり押してみた。その瞬間、箱の中から何かが飛び出してきた。サイコロを1つ振れ。
  - 1の目が出たなら→6へ
  - それ以外の目が出たなら→7へ
4. 青いスイッチを押してみた。蓋が開き中から古びた紙が現れた。
  - もう少し箱の中を調べる→8へ
  - 紙を調べる→9へ
5. 君は何もしないことに決め、箱をクローゼットにしまい込んだ。この箱はその後開けられる事はなく忘れ去られていった。fin.
6. それは君の上着のボタンにあたり、跳ね返った。どうやら毒矢だったらしい。九死に一生を得た君は、
  - 青いスイッチを押す→4へ
  - 何もしない→5へ
7. それは君の首筋をかすめていった。→2へ
8. 箱の中をよく調べている内に、指先に激痛が走った。慌てて手を引っ込めて中をのぞき込むと細い針のようなものが見える。→2へ
9. それは、かつて徳川家が隠した財宝のありかを示す地図だった。1年後、財宝を手に入れた君は優雅な余生を送る事になった。fin.

#### 戦闘
戦闘のシステムはゲームブックごとに異なるが、ここでは代表的なものとして「ファイティング・ファンタジー」シリーズで採用されているものをあげる。
プレイヤーは冒険を始める前に、技術点と体力点を決定する。技術点はサイコロを1個振って出た目に6を加えた値、体力点はサイコロを2個振って出た目の合計に12を加えた値である。戦う相手となるモンスターなどの敵も、同様に技術点と体力点を持っている。
戦闘になったら、サイコロ2個を振って出た目をプレイヤーの技術点に足す。そして、敵モンスターについても同じようにサイコロ2個を振り、モンスターの技術点に足す。この値を比べて大きいほうが相手にダメージを与えたことになり、値が小さい方の体力点を2点減らす。値が同じであれば双方共に攻撃をかわしたことになるので、再びサイコロを振り直す。これを繰り返して、どちらかの体力点が0になるまで戦闘を続ける。
あなたは今、ゴブリンと向かい合っている。
- あなた（プレイヤー）：技術点10、体力点18
- ゴブリン（敵モンスター）：技術点8、体力点4

1. あなたのサイコロの出目は6と1、ゴブリンの出目は2と4だった。それぞれの合計を技術点に加え、比較する。10+6+1=17>8+2+4=14 なので、ゴブリンの体力点を2点減らす。あなたの体力点は18点のままだが、ゴブリンの体力点は今やわずか2点である。
2. 戦闘を続ける。あなたのサイコロの出目は2と3、ゴブリンの出目は5と4だった。同様に比較すると、10+2+3=15<8+5+4=17 なので、あなたの体力点を2点減らす。あなたの体力点は16点になり、ゴブリンの体力点は2点のままだ。
3. さらに戦闘を続ける。あなたのサイコロの出目は4と4、ゴブリンの出目は6と3。10+4+4=18>8+6+3=17 なので、ゴブリンの体力点を2点減らす。あなたの体力点は16、ゴブリンの体力点はついに0点となってしまった。
4. ゴブリンの体力点が0になったので、戦闘は終了する。あなたはゴブリンに勝った！目の前にはゴブリンの死体が転がっている。

## 児童書
幼児や児童を対象としたゲームブックもある。一般的なものは、文章式ゲームブックにおける1パラグラフが1ページの漫画で表現され、筆記用具や記録シート等は必要とせず書籍単独で遊べる。プレイヤーの選択の他、挿入されたゲーム（クイズやパズル、迷路など）の結果によっても物語の展開が変化する。他にも学習雑誌の付録になっているケースもある。
『にゃんたん』シリーズ、『むちゃのねこ丸』シリーズなどがある。

## コンピュータゲーム
2006年に発売されたパソコンゲーム（アダルトゲーム）『蠅声の王』は「デジタライズド・ゲームブック」を名乗り、良くも悪くもゲームブックのシステムを完全再現している（コンピューターゲームならではの「自動判定」は一切行わず、すべてプレイヤーによる自己申告制。場面変更さえもプレイヤーがページ番号を入力するシステムなので、いきなりエンディングの番号を入力しても問題は起きない）。
2007年に発売されたニンテンドーDSソフト『世界樹の迷宮』では、「往年の翻訳ゲームブック調テキストで紡がれる物語」ということをキャッチコピーにしている。ただし『蠅声の王』とは違いテキストが往年のゲームブック調なだけで、ゲームシステムの方は『ウィザードリィ』的コンピューターRPGである。